# Авреліан-Октав Попа
Авреліан-Октав Попа (рум. Aurelian-Octav Popa, *10 жовтня 1937) — румунський кларнетист, композитор і диригент.
Закінчив Бухарестську консерваторію, учень Думітру Унгуряну (кларнет) і Тіберіу Олаха (композиція). В подальшому займався також диригуванням в майстер-класі Серджіу Челібідаке в Трірі. У 1959 отримав першу премію на міжнародному конкурсі в рамках фестивалю «Празька весна», в подальшому став лауреатом ще кількох конкурсів, в тому числі був удостоєний другої премії Міжнародного конкурсу виконавців в Женеві (1967, перша премія не була присуджена).
З 1962 виступав у складі Бухарестського філармонічного оркестру. Як соліст вперше в Румунії виконав багато творів, в тому числі концерт Аарона Копленда (з оркестром під керуванням автора), твори Бели Бартока, Ігоря Стравінського, Арнольда Шенберга, Альбана Берга, Олів'є Мессіана, Пауля Гіндеміта, Артюра Онеггера, Даріуса Мійо, Вітольда Лютославського. Спеціально для Попи написаний ряд творів румунських композиторів, у тому числі найбільш значна Соната для кларнета соло «Мейастре» (1963, присвячена однойменный скульптурі Константина Бранкузі) його вчителя Олаха. На думку фахівців, Попа займає особливе місце в розвитку музики для кларнета в Румунії.
Серед записів Попи особливим визнанням користувалися концерти Карла Марії Вебера.
Як диригент Попа в 1989-1991 очолював Чорноморський філармонічний оркестр в Констанці.

## Премії
- 1959 — Перша премія на «Весна в Празі» Міжнародний конкурс
- 1965 — Спеціальний приз — Будапешт
- 1966 — Перша премія і Другий приз кларнет — Бірмінгем
- 1967 — Друга премія — конкурс сучасної музики — Утрехт
- 1967 — Друга премія — Женева

## Дискографія
- Libre comme un oiseau- Messiaen, Stravinskyi, Purcell, Bach — Aurelian-Octav Popa, clarinet — CALLIOPE CAL 9354